# Jacob Brønnum Scavenius
Jacob Brønnum Scavenius, född den 2 april 1749 på Skagen, död den 20 juni 1820, var en dansk affärsman och godsägare, far till Peder Brønnum Scavenius.
Scavenius for 1776 till Ostindien och förtjänade som handelsfaktor en stor förmögenhet, med vilken han 1792 återvände till Danmark. Han köpte stora gods i Sydsjälland och var en ivrig bibliofil (hans två första boksamlingar brann upp 1794 och 1807). En pristävlan, som han 1815 satte i gång om danska språkets historia i Slesvig, riktade allmänhetens uppmärksamhet åt detta håll.